# حمام کهنه فرادنبه
حمام کهنه(به ترکی: کُینَه حَمام) یا حمام گلشن یا حمام ظلم‌آبادِ فرادنبه مربوط به دوره قاجار است و در استان چهارمحال و بختیاری، شهرستان بروجن، بخش مرکزی، شهر فرادنبه، میدان شهید کریمی واقع شده و این اثر در تاریخ ۷ خرداد ۱۳۸۷ با شمارهٔ ثبت ۲۲۹۴۴ به‌عنوان یکی از آثار ملی ایران به ثبت رسیده‌است.